# Кућа Крнајских у Келебији
Кућа Крнајских у Келебији настала је у 19. веку, представља карактеристичан споменик народног градитељства и представља непокретно културно добро као споменик културе. Кућа је подигнутана као троделна кућа са тремом, грађена набојем и покривена трском. Временом, уз њу је у дубини парцеле, дограђена соба и летња кухиња у ширини трема, а потом и друге просторије које су биле самосталне зграде. Последња је изворна кућа панонског типа северне Бачке у некадашњем братственичком шору фамилије Крнајски, она указује на процес формирања ушореног салаша од спонтано настале агломерације.

## Изглед куће
Стамбена зграда је постављена у правцу југозапад-североисток, окренута дворишном страном ка југу. Стамбени део се састоји из типичне троделне основе панонске куће, дограђене собе, трема и летње кухиње. У наставку стамбеног дела је комора са мањим предсобљем која спаја кућу са шталом (некада самосталном зградом). Испред штале је крупара, а у задњем делу иза штале смештени су кокошињци и отворена остава за алатке. Спајање под заједнички кров изнад стамбеног и економског дела условљено је практичношћу.
Трем је формиран препуштањем кровне стрехе са дворишне стране. Подухваћен је са пет дрвених стубова који су ојачани набојом од черпића и иловаче. Са трема се улазило преко степеника у кухињу, а одатле лево и десно у собе. Фасадно платно је премазано блатним малтером и окречено. Улична фасада окер боје је у делу трема проширена затвореним зидом. Сокл се истиче бојом опеке као и забат који је од вертикално постављених дасака. У забату су два правоугаона отвора за вентилацију. Забат и равна фасада без декорације одвојени су хоризонтално постављеном даском у поткровном венцу. Два прозорска отвора су двокрилна, са отварањем на споља и унутра.
Кров је двоводан на распињаче са роговима који се уклапају у тавањаче. Прекривен је трском и има два димњака. Димљак над подоџаком је од опеке, наткривен са четири отвора, а новији изнад летње кухиње истакнут је опшавом на врху. У слеменом делу тршчани кров је ојачан са пет редова фалцованог црепа којим су прекривени летња кухиња и трем.